# 泛有肺類
泛有肺類（學名：Panpulmonata）是生物分类学的一個支序，包括有蝸牛、螺及蛞蝓，與裸側類合組異鰓類的直神經類支序。這個支序由Jörger et al.於2010年10月建立，用來取代當時被證實為並系群的原基眼目非正式群組。
本支序的學名取自原來的有肺亞綱，再在之前加上「泛」（Pan-）一前綴，以標記本支序動物的主要分支真有肺類支序，其特徵為可呼吸空氣。不過，除了這主要分支以外，其餘的Acochlidia、囊舌類（Sacoglossa）及塔螺總科（Pyramidelloidea），以至原來的有肺亞綱物種Siphonarioidea或喜溼螺類支序（Hygrophila），都沒有一個永久充氣的肺部。因此，某程度上
「泛有肺類」這個學名其實只是讓大眾了解到牠們跟原來的有肺亞綱及現在的真有肺類的延續關係。

## 分類
泛有肺類包括下列各個分類：
- Acochlidiacea (mentioned as Acochlidia（英语：Acochlidia）)
- 兩棲螺總科（英语：Amphiboloidea） Amphiboloidea
- 真有肺類 Eupulmonata
  - 收眼類 Systellommatophora
  - 柄眼類 Stylommatophora
  - 耳螺總科 Ellobioidea
  - Otinoidea（英语：Otinoidea）
  - 擬松螺總科 Trimusculoidea
- Glacidorboidea
- 喜溼螺類支序 Hygrophila[2]
- 塔螺總科（Pyramidelloidea）
  - 小塔螺科（Pyramidellidae）：舊屬肠纽目（Entomotaeniata）
- 囊舌類 Sacoglossa
- 松螺總科 Siphonarioidea（英语：Siphonarioidea）

2017年12月，新出版的分類將真有肺類除原收眼類及柄眼類以外的成員，即原耳螺總科、Otinoidea總科及擬松螺總科合組成為耳螺目耳螺總科，三個總科的各科都綜合到耳螺總科之下。